# Cratichneumon petulcus
Cratichneumon petulcus là một loài tò vò trong họ Ichneumonidae.